# Lazada
Die Lazada Group ist ein internationales E-Commerce-Unternehmen, das 2012 von Maximilian Bittner mit der Unterstützung von Rocket Internet gegründet wurde, und sich mehrheitlich im Besitz der Alibaba Group befindet. Im Jahr 2014 betrieb die Lazada Group Standorte in mehreren Ländern und hatte in mehreren Investitionsrunden rund 647 Millionen US-Dollar von ihren Investoren wie Tesco, Temasek Holdings, Summit Partners, JPMorgan Chase, Investment AB Kinnevik und Rocket Internet eingesammelt.
Ihre Webseiten wurden im März 2012 mit einem Geschäftsmodell für den Verkauf von Lagerbeständen an Kunden aus ihren eigenen Lagern gestartet. Im Jahr 2013 kam ein Marktplatzmodell hinzu, das es dritten Einzelhändlern ermöglichte, ihre Produkte über die Website von Lazada zu verkaufen; bis Ende 2014 machte der Marktplatz 65 % der Verkäufe von Lazada aus.
Im April 2016 kaufte die Alibaba Group die Mehrheitsbeteiligung an Lazada, um die internationalen Expansionspläne von Alibaba zu unterstützen.
Im August 2018 war Lazada, gemessen an den durchschnittlichen monatlichen Webbesuchen, der größte E-Commerce-Anbieter in Südostasien.
Im September 2019 war Lazada, eigenen Angaben zufolge, die führende E-Commerce-Plattform in Südostasien mit mehr als 50 Millionen aktiven Käufern jährlich.

## Geschichte
Die Lazada Group wurde 2012 von Maximilian Bittner mit der Unterstützung von Rocket Internet ins Leben gerufen. Absicht war, das Amazon.com-Geschäftsmodell in Südostasien zu etablieren, um von dem im Entstehen begriffenen Online-Konsumentenmarkt und Amazons dortiger schwacher Präsenz zu profitieren; Rocket war derzeit ein deutsches Gründerzentrum, das Unternehmen aufbaute, die die Geschäftsmodelle erfolgreicher US-amerikanischer Technologieunternehmen in Schwellenländern kopieren. Lazadas E-Commerce Webseite ging 2012 ans Netz.
Sie brachte 2012 und Anfang 2013 vier Finanzierungsrunden auf den Weg: JP Morgan investierte im September einen ungenannten Betrag, das schwedische Einzelhandelsunternehmen Kinnevik investierte im November 40 Millionen Dollar, die deutsche Firma Summit Partners im Dezember 26 Millionen Dollar und die Unternehmensgruppe Tengelmann investierte im Januar 2013 rund 20 Millionen Dollar. Es fügte auch einen 2-Tages-Garantie-Lieferservice hinzu und reagierte damit auf eine der häufigsten Beschwerden über den Service von Lazada und eine seiner größten Herausforderungen, der es durch eine „massive, unkalkulierbare Investition“ in Lagerhäuser und Lieferdienste zu begegnen versuchte.
Im Juni 2013 gab Lazada bekannt, dass es weitere 100 Millionen Dollar aufgebracht und mobile Anwendungen für Android und iOS-Geräte eingeführt habe. Im Dezember 2013 sammelte das Unternehmen weitere 250 Millionen Dollar ein, von Tesco PLC, Access Industries und anderen bestehenden Investoren.
Im Mai 2014 startete Lazada in Singapur.
Im November 2014 führte Temasek Holdings in Singapur eine Finanzierungsrunde in Höhe von 250 Millionen USD an, womit sich der Gesamtbetrag, den Lazada aufgebracht hatte, auf etwa 647 Millionen USD erhöhte. Ebenfalls in diesem Monat gab Lazada bekannt, dass seine Marktplatz-Plattform mehr als 65 % seines Gesamtumsatzes ausmachte, und dass die Zahl der Drittanbieter auf der Plattform von ~500 im November 2013 auf fast 10.000 im Dezember 2014 gestiegen sei. Die Zahl der Mitarbeiter in der Region erreichte etwa 4.000.
Für 2014 beliefen sich die Nettobetriebsverluste von Lazada auf $152,5 Millionen bei Nettoeinnahmen von $154,3 Millionen. Jedoch sein prozentualer Anteil der Verluste im Verhältnis zu seinem Brutto-Warenvolumen – der Wert aller über die Website verkaufter Produkte – war 2014 geringer als 2013, was auf das Wachstum des GMV von 95 Millionen US-Dollar im Jahr 2013 auf 384 Millionen US-Dollar im Jahr 2014 zurückzuführen ist, das von den Verkäufen auf dem Marktplatz angetrieben wurde.
Ein Problem im Jahr 2015 war die Tatsache, dass die Kunden den Direkteinkauf bevorzugten und nur etwa 1 % der Kunden online einkauften, im Vergleich zu 10 % auf dem internationalen Markt. Zum anderen waren Kreditkarten wenig verbreitet, so dass Nachnahmesysteme erforderlich wurden. Die zuverlässige Lieferung vor allem in ländlichen Regionen und die Bedrohung durch die Konkurrenz von Amazon und Alibaba waren weitere Herausforderungen.
Im März 2016 behauptete Lazada, dass es in seinen sechs Märkten in Südostasien jährlich insgesamt 1,36 Milliarden Dollar an GMV verzeichne und damit der größte E-Commerce-Anbieter sei.
Im April 2016 kündigte die Alibaba Group an, dass sie beabsichtige, eine Kontrollbeteiligung an Lazada zu erwerben, indem sie 500 Millionen Dollar für neue Aktien zahlt und Aktien im Wert von 500 Millionen Dollar von bestehenden Investoren kauft. Das britische Supermarktunternehmen Tesco bestätigte den Verkauf von 8,6 % seines Anteils an Lazada an Alibaba für 129 Millionen US-Dollar. Alibaba gab folgende Gründe für seine Investition an: Der Markt in Südostasien habe wachsende Bevölkerungsgruppen mit mittlerem Einkommen, die zu diesem Zeitpunkt auf etwa 190 Millionen Menschen in der Region mit einem verfügbaren Einkommen von 16 bis 100 Dollar pro Tag geschätzt wurden, und es werde erwartet, dass diese Zahl bis 2020 auf 400 Millionen Menschen anwachsen wird.
Im Juni 2017 erhöhte die Alibaba Group ihre Beteiligung an Lazada von 51 % auf 83 %. Rocket Internet verkaufte in diesem Zug ihre letzten Anteile. Alibaba investierte im März 2018 weitere 2 Milliarden US-Dollar in Lazada und erhöhte damit seine Beteiligung weiter. Lucy Peng ersetzte gleichzeitig Bittner als CEO.
Im Dezember 2018 wurde Peng durch Pierre Poignant als CEO von Lazada ersetzt, wobei Peng die Rolle der geschäftsführenden Vorsitzenden übernahm. Im Juni 2020 übernahm Chun Li den Posten von Poignant.